# Jan Boyen
Jan Boyen (* 20. April 1970 in Tienen) ist ein ehemaliger belgischer paralympischer Radrennfahrer.
Jan Boyen verlor 1989 bei einem Unfall einen seiner Unterschenkel; seitdem trägt er eine Beinprothese. Als Radsportler wurde Boyen 2007 bei dem belgischen Continental Team Jartazi-Promo Fashion Profi. Bei den Sommer-Paralympics 2008 in Peking gewann er auf der Bahn die Bronzemedaille in der 4000-Meter-Einerverfolgung der Leistungsklasse LC 2 und im 1-km-Zeitfahren wurde er Siebter.

## Teams
- 2007 Jartazi-Promo Fashion
- 2008 Mitsubishi-Jartazi